# François Guessard
Francis Guessard (ou François Guessard), né le 29 janvier 1814 à Passy (aujourd'hui dans le 16e arrondissement de Paris) et mort le 7 mai 1882 au Mesnil-Durand, est un philologue romaniste français.

## Biographie

### Jeunesse et premiers travaux
Né d'un père ancien capitaine de la Vieille Garde, de tendance bonapartiste et lié à la famille des Las Cases, devenu percepteur des contributions et commandant de la Garde Nationale à Passy, il fait ses études au collège Bourbon jusqu'à la rhétorique, pour laquelle il entre collège Charlemagne en qualité d'élève de l'institution Massin, s'étant distingué au concours général.
Recruté dans sa jeunesse par Raynouard, qu'il aide dans ses travaux de rédaction du Lexique roman, Guessard entre à l'École royale des chartes par le concours de seconde année en 1837. Il y obtient le diplôme d'archiviste paléographe en 1840. Sous l'impulsion d'Augustin Thierry, il participe aux recherches préparatoires au Recueil des monuments inédits de l'histoire du Tiers-Etat, puis il seconde Fauriel dans ses recherches relatives aux hérétiques albigeois (1842). Il prend dès l'origine une part active à la Société de l'École des chartes, dont il deviendra à terme Président, et est cofondateur de la Bibliothèque de l'École des chartes, dans le premier numéro de laquelle il publie un article en son nom, consacré aux Grammaires romanes inédites du XIIIe siècle.
Ambitionnant un temps une carrière préfectorale, il passe le 2 janvier 1843 l’examen de bachelier en droit. Il s'intéresse aux questions politiques, et, étant lui-même de tendance royaliste modérée, publie dans le journal La Charte de 1830 de Nestor Roqueplan (auquel participe également Gérard de Nerval).
À cette époque, il est récompensé par divers prix et médailles. Il reçoit la mention honorable en 1840, puis la 3e médaille pour son Histoire de la maison de Mornay en 1845 au concours des Antiquités de la France à l’Académie des inscriptions et belles-lettres. Le 5 août 1846, l'Académie française lui décerne, ex-aequo avec Génin, un prix extraordinaire de littérature  pour son Vocabulaire des principales locutions de Molière, en 8 vol. restés inédits. En décembre 1847, il est fait Chevalier de la Légion d’honneur.

### Le professeur et le philologue
Le 6 janvier 1847, Francis Guessard devient répétiteur de langues romanes à l'École des chartes, puis professeur (1854) et enseigne jusqu'en 1869. Son cours, dont il disait qu'il était « aussi étendu par sa matière que restreint par le temps accordé à l'enseignement », comprenait, en 60 leçons, « la latinité tardive, la langue vulgaire dans ses différents dialectes du Midi et du Nord et la formation de la langue nationale, sans parler de la comparaison souvent nécessaire des langues romanes de la Gaule avec celles issues, comme elles, du latin ». Prenant un abord résolument pratique, il construit son cours autour de deux axes : la formation de la langue d'oc et de la langue d'oïl ; la grammaire de ces deux langues. Il compte parmi ses élèves Paul Meyer et Gaston Paris.
En 1849, il est chargé d’une mission à Rome pour l’examen des manuscrits français de la bibliothèque du Vatican, puis, en 1854, il est à nouveau envoyé en Italie pour y réaliser une transcription du Mystère du siège d’Orléans. Retourné une troisième fois en Italie, il y fait la découverte de la chanson de la Reine Sibile.
En 1859, il se voit confier la direction du recueil des anciens poètes de la France, dont l'ambition est de contenir dans ses 40 volumes l'ensemble des chansons de geste du cycle carolingien, et dont paraîtront en tout dix volumes entre 1859 et 1870.
Il est élu, le 22 mars 1867 à l'Académie des inscriptions et belles-lettres.
Resté célibataire, il est très affecté par la mort de sa mère le 8 novembre 1869, ce dont témoigne notamment sa correspondance avec son ami Jules Quicherat. Après avoir désigné Paul Meyer comme son suppléant, il se retire au Mesnil-Durand, où il vit dans une solitude relative jusqu'à sa mort, le 7 mai 1882.

## Publications
- Collection des anciens poètes de la France, 1859-70 (10 volumes).
- « Grammaires romanes inédites, du treizième siècle », dans Bibliothèque de l'École des chartes, 1 (1840), p. 125-203 (en ligne).
- Mémoires et lettres de Marguerite de Valois, Paris, 1842 (publication de la Société de l'histoire de France).
- F. Guessard, « Programme du cours de langues romanes professé à l'École des chartes », dans Bibliothèque de l'École des chartes, 43 (1882), p. 587-593, à la p. 857. (en ligne)
- (collaborateur) Recueil des monuments inédits de l'histoire du Tiers-Etat (sur Gallica).

### Sources
- Charles Marty-Laveaux, Notice nécrologique, dans Bibliothèque de l'École des chartes, 43 (1882), p. 565-593 [en ligne].
- Françoise Vieilliard, « L'enseignement de Champollion-Figeac (1830-1848), François Guessard (1847-1869), Paul Meyer (1869-1916), Clovis Brunel (1916-1954) à l'École des chartes », dans L'École nationale des chartes. Histoire de l'École depuis 1821, Thionville, 1997.
- Notices d'autorité :   - VIAF
  - ISNI
  - BnF (données)
  - IdRef
  - LCCN
  - GND
  - Italie
  - CiNii
  - Espagne
  - Pays-Bas
  - Pologne
  - Israël
  - NUKAT
  - Catalogne
  - Vatican
  - Australie
  - Tchéquie
  - WorldCat
- Ressources relatives à la recherche :   - La France savante
  - Persée